# Harald Swinkels
Harald Gerard Swinkels (Tegelen, 18 juli 1975) is een Nederlandse ondernemer en filmmaker. Hij is een van de twee oprichters van de Nederlandse Energie Maatschappij.

## Biografie
Swinkels studeerde Econometrie en Economie aan de Erasmus Universiteit Rotterdam, waar hij tevens lid was van het Rotterdamsch Studenten Corps.
Tijdens zijn studie richtte Swinkels samen met zijn studievriend Pieter Schoen Uitgeverij Tweesprong op. Ze schreven en publiceerden het boek "Wat wil jij worden?", een beroepskeuzeboek voor scholieren. In 1999 begonnen ze een multimedia- en IT-bedrijf. Met CareerFever maakten ze solliciteren via cd-rom mogelijk. Na twee jaar ontvingen ze een miljoenenbod op het bedrijf, maar Swinkels en Schoen wezen het bod af. In 2002 ging het bedrijf failliet.
In 2005 richtten Harald Swinkels en Pieter Schoen de Nederlandse Energie Maatschappij (ook bekend als NLE) op. Het bedrijf groeide uit tot de vierde energieleverancier van Nederland, na Nuon, Essent en Eneco. Het werd bekend om zijn opvallende reclamecampagnes met bekende Nederlanders. In 2018 werd het bedrijf verkocht aan Waterland Private Equity.
Swinkels is een van de mentoren van stichting nlgroeit en maakt deel uit van de Raad van Groeiambassadeurs. Hij is ook voorzitter van de Hoogeschoolraad, die verbonden is aan het Erasmus Trustfonds. In 2017 richtte Swinkels samen met twee compagnons het filmproductiebedrijf Exosphere Entertainment op om zijn jongensdroom, namelijk het maken van films, te verwezenlijken.
In 2024 maakte Swinkels zijn debuut als filmmaker met de korte film Drawback, die meerdere internationale prijzen won op filmfestivals. De film werd volledig uit eigen middelen gefinancierd.